# Христич Надія Іванівна
 Хри́стич Наді́я Іва́нівна  нар. 1962, с. Мусіївка Ружинського району Житомирської області — поетеса, прозаїк. Член Національної спілки письменників України (2005—2013).

## Біографія
Народилась 27 грудня 1962 р. в с. Мусіївка Ружинського району Житомирської області у селянській родині. Здобувши середню освіту у рідному селі, навчалась у Київському технікумі зв'язку, по закінченні якого отримала фах техніка міського зв'язку і направлення на роботу до Вінницької філії ВАТ «Укртелеком». Проживає у Вінниці.

## Літературна діяльність
Створює переважно віршовані мініатюри, верлібри, малу прозу.

### Книги
Авторка чотирьох книг поезій:
- «Гербарій самотності» (1998);
- «У птахів позичаю неба» (2004);
- «Я узурпаторка тюльпанів» (2006);
- «Думки вмебльовані» (2010).

### Знакові публікації
- Закон збереження енергії [Текст]: [верлібри] / Н. Христич // Вінницький край. — 2008. — № 1. — С. 18-23.
- Клопіт Примадонни [Текст] / Н. Христич // Вінницький край. — 2009. — № 2. — С. 30-39.
- Прощальне коло: [оповідання] / Н. Христич // Вінницький край. — 2011. — № 1. — С. 16-21 : портр.
- Гербарій самотності; Покинута; Майже біблійна історія; Дивне перехрестя: [вірші] / Н. Христич // Два кольори [Текст]: літературне, громадсько-політичне та краєзнавчо-культурне видання української загальнодержавної газети «Подолія». — Вінниця, 1998. — № 1. — С.44.

У 2013 р. залишила лави НСПУ за власним бажанням.